# لوفلوك (كاليفورنيا)
لوفلوك تجمع سكاني تقع إدارياً ضمن مقاطعة بوت (كاليفورنيا) في الولايات المتحدة.